# موکیوس اسکایه‌ولا

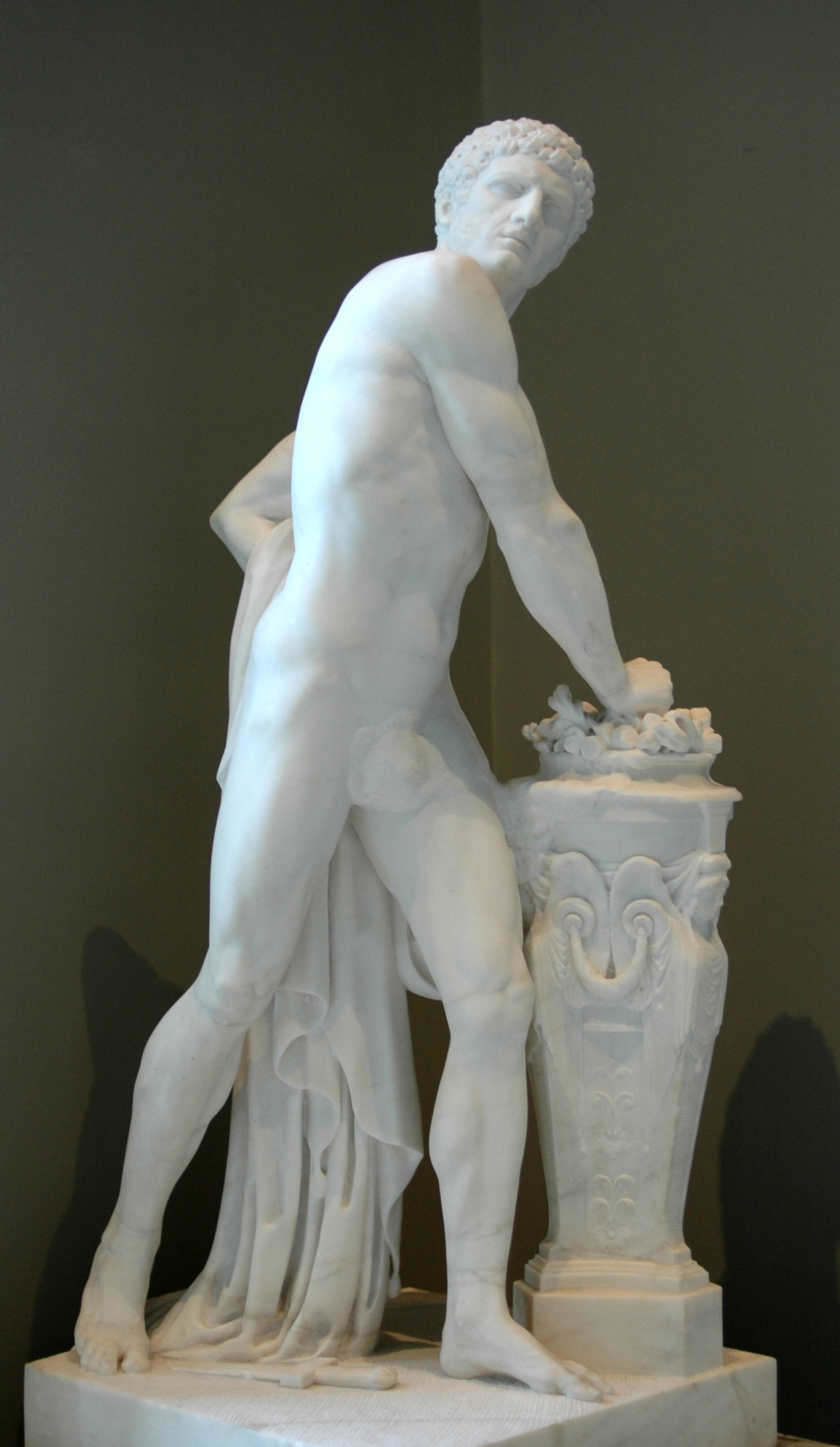
گایوس موکیوس اسکایه‌ولا دست راستش را در آتشدانی می‌گذارد و کبابش می‌کند. (اثر لوئی پیر دیزین)

گایوس موکیوس اسکایه‌ولا (به لاتین: Gaius Mucius Scaevola) یک جوان اشرافی اهل جمهوری روم بود که در ۵۰۸ ق.م. در دوران محاصرهٔ روم بدست لارس پورسنا، رهبر اتروسکان، کوشید او را ترور کند تا رومیان را از محاصره برهاند. وقتی مخفیانه وارد اردوگاه اتروسکان شد، شاه را نشناخت و به‌اشتباه کاتبِ شاه را، که لباسی همانند او پوشیده بود، کُشت. بعد که در برابر پورسنا مورد بازجویی قرار گرفت، بدو گفت که «۲۹۹ جوان رومیِ دیگر در صف هستند تا به همین شیوه تو را ترور کنند»؛ و برای نشان دادن دلیری و جان‌نثاری جوانان رومی دست راستش را روی آتش نهاد و کبابش کرد. پورسنا، متحیر از رفتارش، دلاوری آن جوان را تحسین کرد و دستور به برچیدن محاصره داد و با رومیان صلح کرد. گایوس موکیوس پس از نابودی دست راستش ملقب‌به اسکایه‌ولا شد که به‌معنای «چپ‌دست» است. او احتمالاً شخصیتی افسانه‌ای بوده‌است.

## پیش‌درآمد

### حملهٔ اتروسکان به جمهوری روم برای بازگرداندن تارکوئینیان به تاج‌وتخت
در ۵۰۹ ق. م، وقتی رومیان لوکیوس تارکوئینیوس متکبر و خاندانش را از شهر بیرون انداختند و پادشاهی روم را سرنگون و جمهوری روم را تأسیس کردند، خاندان تارکوئینیان به اتروریا (شمال روم) رفتند و از لارس پورسنا، پادشاه یکی از دولت‌شهرهای اتروسکان، درخواست کمک کردند و از او خواستند تا با سپاه نیرومندش به روم حمله کند و تاج‌وتختشان را برایشان پس بگیرد. برای اقناع پورسنا، آنان بدو هشدار دادند که اگر رومیانِ جمهوری‌خواه گوشمال نیابند، بقیهٔ دولت‌شهرهای ایتالیا نیز برضد شاهانشان می‌شورند. پورسنا که می‌دانست تارکوئینیوس متکبر اصالتاً اتروسک است و حضور یک شاه اتروسکی‌الاصل بر سریر روم افتخاری برای اتروسکان خواهد بود، خواهششان را پذیرفت و با سپاهی گران روانهٔ روم شد.
پس چون سپاه اتروسکان به سرحدات کوچک روم رسید، رومیان در دفاع از تپهٔ یانیکولوم شکست خوردند و از طریق پل سوبلیکیوس، که بر روی تیبر بود، به داخل شهرشان عقب نشستند. یکی از محافظان پل به‌نام هوراتیوس کوکلس با دو تن از اشراف روم به نام‌های تیتوس هرمینیوس و اسپوریوس لارکیوس جانانه از پل دفاع کردند و دشمن را سرگرم خود کردند تا همرزمانشان فرصت تخریب پل را داشته باشند. پس از تخریب پل، هوراتیوس به رود تیبر پرید و خود را به روم رساند و دشمن نتوانست، به سبب تخریب پل، از تیبر بگذرد و به روم برسد. پس ناچار در حوالی روم و آنسوی تیبر اردو زد و به محاصرهٔ شهر پرداخت تا رومیان از گرسنگی تسلیم شوند.

### تلاش موکیوس برای ترور پورسنا
بر طبق آنچه تیتوس لیویوس در کتاب از پیدایش روم روایت کرده، وقتی اتروسکان سرگرم محاصرهٔ روم بودند و آذوقه در شهر کمیاب شد، یکی از جوانان اشرافی روم به‌نام گایوس موکیوس از خود می‌پرسید که «چرا وقتی روم حکومت پادشاهی داشت و تارکوئینیوس متکبر بر ما سلطنت می‌کرد، اتروسکان را شکست می‌دادیم، اما حالا که روم آزاد شده و دولت جمهوری تأسیس کرده، باید زیر محاصرهٔ اتروسکان بمانیم؟!» پس با خود اندیشید که باید دست بکار شود و این خفت‌وخواری را با کشتن پورسنا رفع کند؛ یعنی مخفیانه از شهر خارج شود و به اردوگاه اتروسکان درآید و با خنجری پورسنا، پادشاه اتروسکان، را بکشد. اما بعد بیمناک شد که اگر این کار را بدون اطلاع سنا و در بی‌خبریِ دو کنسول انجام دهد، نگهبانان او را موقع خروج از شهر دستگیر کنند و اتهام «خیانت به روم و تلاش برای پیوستن به دشمن» بزنند، اتهامی که با توجه به وضع محاصرهٔ روم و کمبود آذوقه بعید نبود. پس ابتدا به سنا رفت و نقشه‌اش را با سناتورها در میان گذاشت و کنسولان را نیز در جریان گذاشت. پس چون سناتورها با نقشه‌اش موافقت کردند، او خنجرش را زیر جامه پنهان کرد و از دروازه‌های روم خارج شد و چون اصالتاً اتروسک بود و زبان اتروسکان را می‌دانست، توانست به قلب اردوگاهشان نفوذ کند.

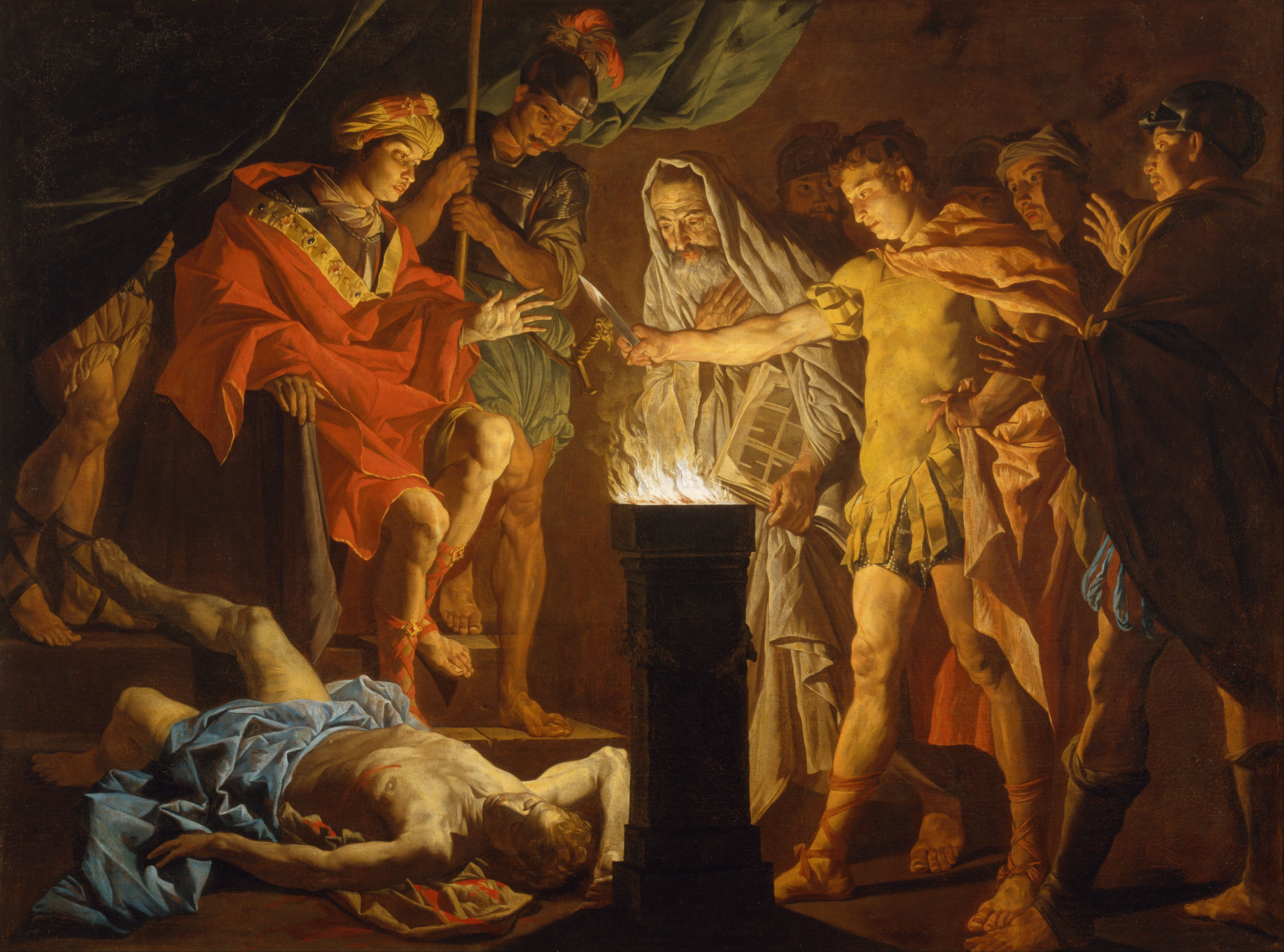
اسکایه‌ولا در حضور لارس پورسنا؛ اثر ماتیاس استوم (مقتولی که در تصویر ردای آبی دارد همان کاتبِ پورسناست که اسکایه‌ولا او را با پورسنا اشتباه گرفته بود)

از قضا، آن روز در اردوگاه اتروسکان مستمری سربازان را پرداخت می‌کردند. برای همین، کاتب (دبیر) در کنار پادشاه پورسنا نشسته بود و لباسی بسیار شبیه به او داشت. موکیوس ندانست که کدام‌یک از آنان پادشاه است، و جرئت هم نکرد که از یکی از اتروسکان بپرسد که کدامشان پورسناست، مبادا به‌سبب نشناختنِ پورسنا خودش را لو دهد. چون بیشترِ سربازان دشمن با کاتب سروکار داشتند، موکیوس پنداشت که او باید پورسنا باشد. پس خنجرش را به اشتباه حوالهٔ کاتب کرده او را کشت. محافظان شاه او را دستگیر کردند و روبروی شاه بردند. موکیوس به شاه گفت که قصد داشته شاه را بکشد: «من شهروند روم هستم، اسمم گایوس موکیوس است. می‌خواستم به‌عنوان دشمنْ یک دشمن را بکشم. همانقدر که آمادهٔ کشتنت بودم، آمادهٔ مردن هم هستم. از خصوصیات رومیان اینست که هم دلیرانه عمل می‌کنند و هم دلیرانه شدائد را تحمل می‌کنند. فقط من نیستم که قصد کشتنت را داشتم، پشت سرم خیل عظیم جوانان رومی است که جویای افتخار کشتنت هستند. [...] حالا نشانت می‌دهم که تن و بدن برای ماهایی که به خونت تشنه‌ایم چقدر کم‌ارزش است!» سپس دست راستش را داخل یک آتشدان کرد، و آنقدر به همان حالت نگهش داشت تا کباب شد. پورسنا ترسید که بقیهٔ جوانان رومی نیز مانند او شجاع باشند، پس تحت‌تأثیر واقع شد و دستور داد جوان را از آتشدان دور کنند. بدو گفت که «چون به خودت بیشتر صدمه رساندی تا به من، آزادت می‌کنم.» موکیوس نیز خواست محبت شاه را پاسخ دهد؛ پس به‌دروغ گفت که اطلاعات محرمانهٔ ترور را در اختیارش می‌گذارد: «ما سیصد نفر از جوانان روم قسم خورده بودیم که به همین طریق و یکی پس از دیگری بر تو حمله کنیم. قرعهٔ نخستین تلاش ترور به نام من افتاده بود. بقیه نیز برحسب قرعه و در زمان معینِ خودشان حاضر خواهند شد تا وقتی که الههٔ بخت فرصت کشتنت را بدهد.»
پس چون موکیوس آزاد شد و نزد رومیان بازگشت، رومیان او را، به‌سبب از بین رفتن دست راستش، اسکایه‌ولا خواندند که به‌معنای «چپ‌دست» است. پورسنا از یکسو نگران آن ۲۹۹ جوان رومیِ باقی‌مانده‌ای شد که ــ به ادعای اسکایه‌ولا ــ قرار بود جانفشانانه یکی یکی برای ترورش تلاش کنند، و از دیگر سو می‌دانست که تنها اشتباه اسکایه‌ولا بوده که باعث زنده ماندنش شده، و ممکن است بعداً چنین خوش‌شانسیی نداشته باشد. پس برای مذاکرات صلح پیش‌قدم شد؛ دولت جمهوری روم نیز پذیرفت و صلح برقرار شد و محاصرهٔ روم به پایان رسید. به‌پاس خدمات اسکایه‌ولا، رومیان قطعه زمینی در آنسوی تیبر بدو دادند که موسوم به چمنزار موکیوس شد.

## تفاوت روایت‌ها
- تیتوس لیویوس نقل می‌کند که موکیوس اسکایه‌ولا کاتب را به‌جای شاه کشت، زیرا هر دو لباسی مشابه پوشیده بودند و چون موقع پرداخت مستمری سربازان بود، سربازان بیشتر با کاتب سروکار داشتند تا با شاه. برای همین، موکیوس کاتب را شاه پنداشت و اشتباهی او را کشت.[۷]
- والریوس ماکسیموس نقل می‌کند که دست موکیوس به‌هنگام ضربه زدن به پورسنا لرزید و کاتب را کشت.[۹]
- دیونوسیوس هالیکارناسی اساساً اشاره‌ای به کباب شدن دست راست موکیوس نمی‌کند.[۹]